# Nałęczów
Nałęczów is een stad in het Poolse woiwodschap Lublin, gelegen in de powiat Puławski. De oppervlakte bedraagt 13,84 km², het inwonertal 4332 (2005).

## Verkeer en vervoer
- Station Nałęczów